# Війковий вузол

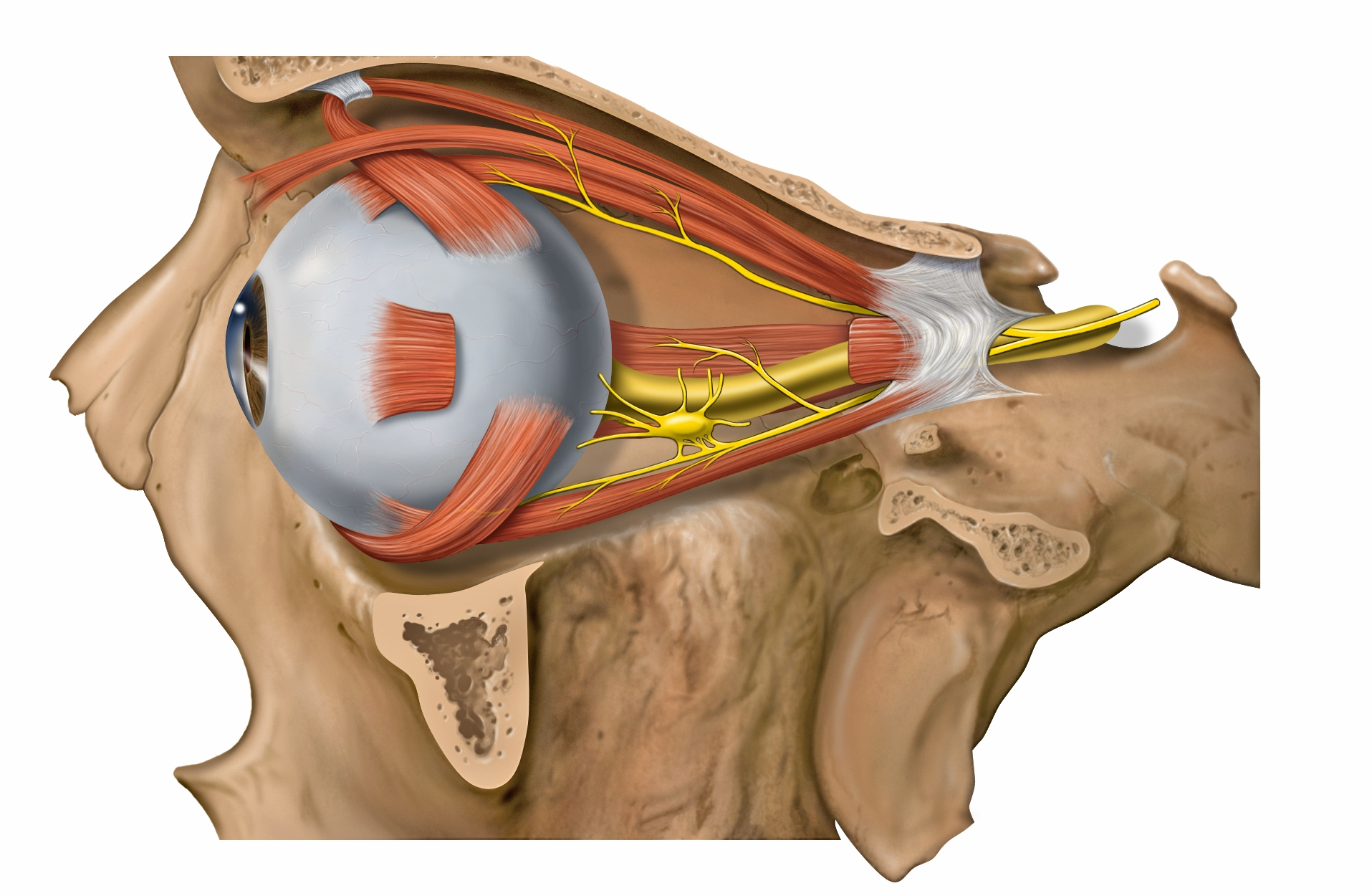
Циліарний вузол розміщений позаду очного яблука

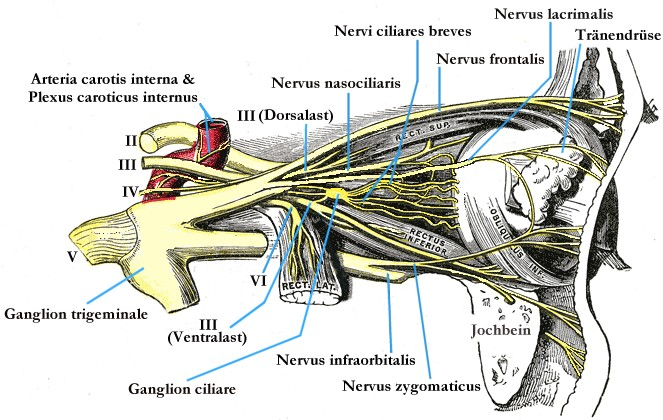
Іннервація ока

Циліарний вузол, війчастий вузол, війковий вузол (лат. ganglion ciliare) — маленький довгастий парасимпатичний вузол (розмір 1-2 мм) розташований в ділянці орбіти.
Він розміщений позаду очного яблука на відстані 2 см, між прямим латеральним м’язом і зоровим нервом в товщі жирової клітковини.
В вузлі налічується близько 2500 нервових клітин, у вузол вступають приблизно вдвічі більше парасимпатичних волокон, як із нього виходить. Це вказує на те, що вузол не є простим зв’язним пунктом, тут проходить комплексні нейронні процеси перероблення і переключення імпульсів.
Через вузол проходять чутливі, симпатичні і парасимпатичні волокна. Останні тут переключаються на постгангліонарні. Для чутливих і симпатичних волокон цей вузол є лише транзитною станцією. З циліарного вузла виходять нервові волокна і утворюють короткі циліарні (війчасті) нерви (nn. ciliares breves).
Циліарний вузол — це один із чотирьох парасимпатичних вузлів голови і шиї. Інші три: піднижньощелепний, крилопіднебінний, вушний вузли.

### Парасимпатичні волокна
Парасимпатичні волокна циліарного вузла беруть початок від додаткового ядра окорухового нерву. Вони проходять до орбіти через верхню очну щілину (fissura orbitalis superior), де вступають в циліарний вузол у вигляді окорухового корінця (radix oculomotoria). Тут вони переключаються на постгангліонарні волокна і іннервують війчастий м’яз і м’яз-звужувач зіниці. Обидва м'язи скорочуються мимовільно (без участі свідомості).

### Симпатичні волокна
Постгангліонарні симпатичні волокна циліарного вузла беруть початок від нейронів верхнього шийного вузла (ganglion cervicale superius). Вони проходять через внутрішнє сонне сплетення і інервують м'яз-розширювач зіниці, стінку судин ока. 

### Чутливі волокна
Через війчастий вузол проходять чутливі волокна носовійчастого корінця. Вони інервують рогівку і кон’юнктиву ока. Носовійчастий корінець є гілкою трійчастого нерва (V пара черепно-мозкових нервів).